# Expert (Zeitschrift)

Logo der Zeitschrift

Expert (russ. Эксперт) ist eine Wirtschaftszeitschrift aus Russland. Sie erscheint wöchentlich in einer Auflage von 85.000 Exemplaren. Der Redaktionssitz ist Moskau.

## Geschichte und Eigentümer
Die Zeitschrift Expert wurde 1995 von ehemaligen Redakteuren der russischen Wirtschaftszeitung Kommersant gegründet; finanziert wurde die Gründung vom Milliardär Wladimir Olegowitsch Potanin. Bei der Gründung überließ Potanin einen Großteil der Aktien der Redaktion. im Jahr 2004 kaufte das Verlagshaus Expert Potanin 41,5 Prozent der Aktien ab und gab von da an die Zeitschrift selbständig heraus. Heute ist die Redaktion über den Besitz der Aktienmehrheit Eigentümer des Verlages.
Im Dezember 2006 hat der russische Milliardär Oleg Deripaska über die von ihm kontrollierte Firma RAIiKo ein Aktienpaket des Verlages erworben, er kann damit Entscheidungen blockieren. Der Verlag Expert will zusammen mit Deripaska sein Geschäft im Bereich Wirtschaftsmedien ausweiten, unter anderem durch Expansion in die TV- und die Internetbranche.

## Die Zeitschrift
Die Zeitschrift hat im Schnitt 180 Seiten Umfang, das Format A 4 und wird in Farbe gedruckt. Herausgeber der 1995 gegründeten Zeitschrift ist der Verlag Expert.

## Der Verlag
Die landesweit vertriebene Zeitschrift Expert ist die Hauptpublikation des Verlages Expert. Dazu kommen Regionalausgaben der Zeitschrift für einzelne russischen Regionen wie Expert Sibirien, Expert Wolga, Expert Nord-West und Expert Ural, sowie für die GUS-Länder Ukraine und Kasachstan und zahlreiche Fachzeitschriften, wie Expert-D (Zeitschrift für die Börsen), Expert-Knigi (Zeitschrift für den Buchhandel), Expert-Maschinostroenie (Zeitschrift für Maschinenbauindustrie), Expert-Wesch (Zeitschrift für Mode).